# Agustín Acosta Bello
José Agustín Acosta y Bello (Matanzas, 12 de noviembre de 1886-Miami, 12 de marzo de 1979) fue uno de los más célebres escritores cubanos del siglo XX.

## Biografía
Nació en la ciudad de Matanzas el 12 de noviembre de 1886. Estudió leyes, graduándose con el título de doctor en Leyes. Ejerció la profesión en su ciudad natal mientras que alcanzó también una vida política de triunfos después de haber sufrido cárcel por su oposición al gobierno del presidente Gerardo Machado. Siempre se expresó y actuó de acuerdo a sus convicciones políticas y morales. A la caída del machadato pasó a ocupar la gobernación provisional de la provincia de Matanzas (1933-1934) y ejerció la secretaría de la presidencia durante el gobierno del presidente Carlos Mendieta. También fue elegido senador de la República, y sirvió como tal de 1936 al 1944. Fue presidente del Partido Unión Nacionalista. 
A partir de 1938 fue miembro de la Academia Nacional de Artes y Letras de Cuba, de la Academia Cubana de la Lengua y fue nombrado poeta nacional por el Congreso Cubano en 1955. Colaboró en varias publicaciones nacionales de reconocida importancia, tales como Letras, El Fígaro, El Cubano Libre, Orto, Social, Carteles, Diario de la Marina, Las Antillas, Ariel, Archipiélago y otros periódicos y revistas importantes.
En la obra de Acosta se incluyen algunos de los primeros poemas líricos libres del pesimismo que dominó en la poesía cubana el principio de la república. Junto con Regino Boti y José Manuel Poveda es uno de los representantes del renacimiento lírico que tuvo lugar en las provincias antes de la década del 1920. Su estilo se destaca por la sencillez de los postmodernistas con acentos, en ciertos poemas bien definidos, del modernismo y romanticismo. Fue precursor de la poesía social en Cuba. En muchas de sus poesía supo expresar su amor a la tierra cubana. Algunos de sus poemas han sido traducidos al francés. 
Por razones de familia abandonó la isla con su esposa en diciembre de 1972 para estar junto a su hija. Murió en Miami el 12 de marzo de 1979.
El archivo literario con los fondos de Agustín Acosta Bello se encuentra en la Cuban Heritage Collection, en la biblioteca de la Universidad de Miami. La colección contiene correspondencia entre el escritor y sus contemporáneos así como panfletos, fotografías, memorabilia, otros escritos y scrapbooks.

## Obras
- 1915 Poemas de Ala (poemas).
- 1923 Hermanita (poemas).
- 1926 La zafra (poemas).
- 1936 Los camellos distantes (poemas).
- 1941 Las islas desoladas (poemas).
- 1941 desaparidad remix

- 1955 Agustín Acosta: sus mejores poesías, Editorial Bruguera, Barcelona
- Castigo (poema).
- 1957 Jesús (poemas).
- 1959 En torno a la poesía de Manuel Gutiérrez Nájera (ensayo), Instituto Municipal de Cultura de Marianao, La Habana, Cuba.
- 1963 Caminos de hierro (poemas), Editorial Ágora, La Habana, Cuba.
- 1965 El apóstol y su isla: poemas cubanos, (sin editorial), México, D.F., gracias a la colaboración de la Academia Nacional de Ciencias de México y de la Asociación de Escritores y Artistas Americanos.
- 1978 Trigo de luna (poemas), Editorial Horizonte de América, Santo Domingo, República Dominicana.
- 1988 Poemas escogidos, selección, prólogo y notas de Alberto Rocasolano, Editorial Letras Cubanas, La Habana, Cuba.
- 2005 Última poesía, Ediciones Matanzas, Cuba.